# COVID-19-Pandemie in Russland

Föderationssubjekte nach bestätigten Infektionen pro 10.000 Einwohner.

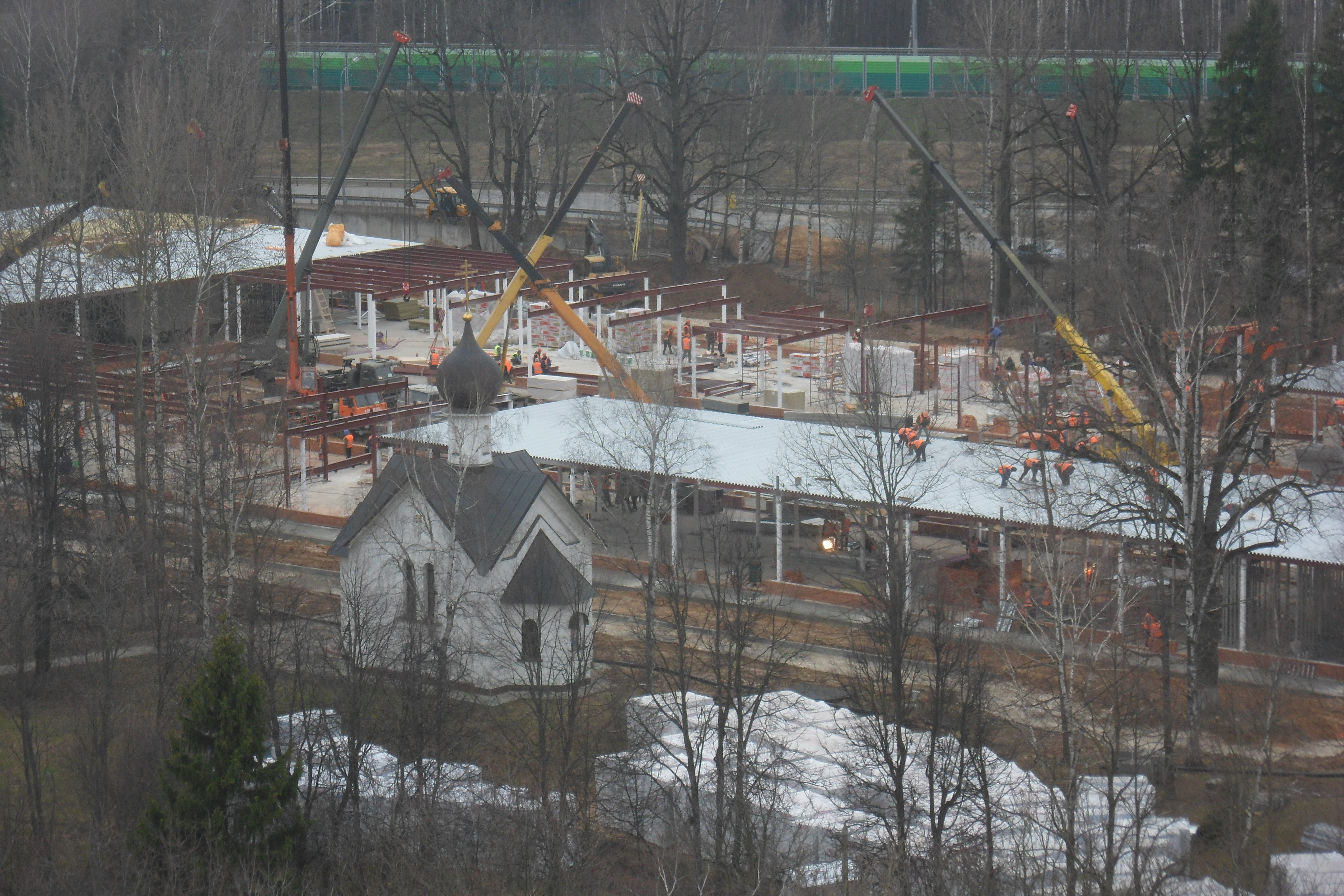
Bau eines Krankenhauses für COVID-19-Patienten Ende März 2020 bei Moskau

Die COVID-19-Pandemie in Russland tritt als Teilgeschehen des weltweiten COVID-19-Pandemie auf, die von Ende 2019 neu aufgetretenen SARS-CoV-2-Viren aus der Familie der Coronaviren verursacht wird. Sie hat sich seit Dezember 2019 von China ausgehend ausgebreitet. Seit dem 11. März 2020 stuft die Weltgesundheitsorganisation (WHO) das Ausbruchsgeschehen als Pandemie ein.
Die Pandemie erreichte Russland offiziell im Januar 2020. In Kalenderwoche 19 (4. bis 10. Mai) wurden 75.001 Neuinfektionen registriert. Dann sank die Zahl bis auf 33.577 in Kw 35 (24. bis 30. August), dann stieg sie wieder (Kw 41: 83.717). Vom 8. November 2020 bis Ende Januar 2021 wurden täglich über 20.000 Neuinfektionen registriert.
Im November 2020 gab es zahlreiche Berichte von Überlastungen im Gesundheitssystem.
Die offizielle Zählweise der Todesfälle der Regierung registriert weniger als halb so viele Fälle wie die des Statistikamtes. Am 8. Februar 2021 gab Rosstat die Zahl der Covid-19-Toten für das Jahr 2020 mit 162.429 an, die Regierung hingegen mit weniger als 60.000.
Im März, April und Mai 2021 wurden täglich 8.000 bis 10.000 Neuinfektionen registriert
(siehe unten). Im Frühjahr 2021 lebten viele Menschen, als ob es keine COVID-19-Pandemie gäbe.
Mitte 2021 waren erst 11 Prozent der Russen geimpft. Die Delta-Variante hat sich stark verbreitet; die Zahl der Neuinfektionen ist höher als je zuvor. In einigen Regionen ist eine Impfpflicht eingeführt worden. Als geimpft gilt nur, wer mit russischen Impfstoffen geimpft ist, mit ausländischen Impfstoffen Geimpfte galten bis mindestens Ende 2021 als ungeimpft. Anfang Februar 2022 infizierten sich täglich mehr als einhunderttausend Menschen.

## Verlauf und Maßnahmen

### Verlauf und Reaktionen in Russland

#### 2020
Die ersten COVID-19-Fälle wurden in Russland am 31. Januar 2020 gemeldet. Zu den anfänglichen Präventionsmaßnahmen gehörten die Schließung der Grenze zu China und durchgeführte Tests auf das Virus. Nachdem sich das Virus weiter ausbreitete, wurden ab Mitte März 2020 die meisten Veranstaltungen im Land abgesagt sowie Universitäten, Theater und Museen geschlossen, dies, nachdem der Bürgermeister von Moskau vorangegangen war. Die Millionenmetropole Moskau ist am stärksten betroffen. Seit fast Anfang April herrschen dort strenge Ausgangsbeschränkungen. Zur Arbeit gehen konnten Moskauer Bürger ab dann nur mit einer speziellen Genehmigung. Nach Kontrollen in der Metro, die zeitweise zu dichten Menschenansammlungen geführt hatten, sah die Stadt sich dem Vorwurf ausgesetzt, Tausende Menschen der Gefahr einer Ansteckung ausgesetzt zu haben. Das Kontrollsystem wurde danach geändert. Maßnahmen der RZD während der COVID-19-Pandemie wurden in einem Aufruf der RZD an ihre Fahrgäste dargestellt.
In der Region Krasnojarsk hatte der Gouverneur bereits am 17. März die Schulen schließen lassen; in dem durch Luftverschmutzung belasteten Gebiet gibt es besonders viele Menschen mit Atemwegserkrankungen.
112.000 Personen standen am 25. März unter Quarantäne, als die Zahl der Infizierten mit 658 angegeben wurde.
Am 28. März starb der fünfte Einwohner Russlands an COVID-19. Es handelte sich dabei um den ersten Todesfall außerhalb Moskaus, wo sich zu diesem Zeitpunkt 70 Prozent aller 1264 positiv getesteten Personen befanden.
Die Ausrufung vorerst einer arbeitsfreien Woche Ende März durch Präsident Putin führte anstatt zur Selbstisolation zu einer Reisewelle in Ferienorte, diese Woche wurde drei Tage später auf einen Monat bis Ende April ausgedehnt. Arbeitnehmer sollten demnach den vollen Lohn bekommen, befürchtet wurde jedoch vielmehr ein Sterben kleiner und mittlerer Betriebe.
 Ende April wurde Zeit bis zum 11. Mai, die in Russland ohnehin vorwiegend aus Freitagen besteht, ebenfalls als arbeitsfrei deklariert.
In der Stadt Moskau waren ab dem 30. März alle Bürger, mit wenigen Ausnahmen bestimmter Berufsgruppen, dazu aufgerufen, in ihren Wohnungen zu bleiben oder maximal 100 Meter mit dem Hund raus zu gehen. Präsident Putin hatte sich auf das Landgut Nowo-Ogarjowo zurückgezogen.
Eine für den 22. April 2020 geplante, jedoch nicht bindende Abstimmung über eine von Russlands Präsidenten Putin bereits eingeleitete Verfassungsänderung wurde verschoben.
Für Verletzungen der Ausgangsbestimmungen billigte die Duma Strafen, die bis zu sieben Jahren Haft reichten für das Verschulden eines Todes durch Bruch der Quarantäne durch einen Infizierten. Am 1. April 2020 wurde das russische „Fake-News“-Gesetz verschärft, das für die Verbreitung von „falschen Informationen zur Pandemie und den Maßnahmen der Regierung“ hohe Strafen ermöglichte. Die BBC meldete hingegen, dass gerade die Staatsmedien Falschnachrichten verbreiteten.
Ab 15. April wurde in Moskau und der Oblast Moskau eine digitale Genehmigung für Reisen mit allen Verkehrsmitteln benötigt. Mitte April wurde die Parade zum Tag des Sieges am 9. Mai abgesagt, dies auf die öffentliche Bitte von Veteranenverbänden an die Adresse von Präsident Putin – dass sich der Kreml bei heiklen Entscheiden öffentlich bitten lässt, ist ein in Russland geübtes Vorgehen. Wegen der COVID-19-Pandemie hatten mehrere Staatschefs bereits ihre Teilnahme abgesagt.
In der letzten Maiwoche wies Putin an, die Siegesparade am 24. Juni 2020 nachzuholen; die Proben sollten am 8. Juni beginnen.
Mit der Republik Altai erreichte COVID-19 am 16. April alle Subjekte der Föderation. Damals galten mehr als 27.000 Menschen in Russland als erkrankt (plus unbekannte Dunkelziffer).
Mangels ausreichendem Personal helfen in den Kliniken der russischen Großstädte Medizinstudenten seit Ausbruch der Pandemie in Vollzeit aus.
Am 10. Mai 2020 meldete Russland mehr als 200.000 Infizierte und 1.915 Tote.
Zwanzig Tage später waren es fast 400.000 Infizierte, 4.555 Tote und täglich mehr als 8.000 neue Fälle. Mitte Juni wurden 500.000 Infektionen gezählt, Ende Juni über 600.000, Anfang Juli 700.000 und Ende Juli 2020 über 800.000. Mehr als 550.000 Infizierte galten Ende Juli 2020 als genesen, was mehrere hunderttausend aktive Fälle zeitgleich bedeutete. Die Zahl der Toten, die am 3. Juli 2020 die 10.000 überschritt, wurde Ende Juli mit 14.000 angegeben, ist aber aufgrund eines auffälligen Anstiegs von Toten durch Lungenentzündung umstritten. Anfang September 2020 wurde die millionste Neuinfektion gemeldet, Mitte November der zweimillionste Fall und Ende Dezember waren es 3 Millionen Covid-19-Fälle seit Ausbruch der Pandemie. Im Dezember 2020 wurde zudem bekannt, dass die offiziellen Zahlen deutlich zu niedrig angegeben wurden, im Februar 2021 wurde die Zahl der Covid-19-Toten im Jahr 2020 von Rosstat mit 162.429 angegeben, über 100.000 Tote mehr als ansonsten offiziell vermeldet (siehe Abschnitt Zuverlässigkeit der Statistiken). Dennoch blieben die offiziellen Statistiken bei der alten Zählweise und meldeten selbst auf dem Stand vom Juli 2021, also nach der zweiten und mitten in der dritten Welle, noch immer nicht so viele Todesfälle, sondern erst knapp 140.000. Die tatsächliche Zahl dürfte demnach auch hier viel höher liegen.

#### 2021
Während in der ersten Welle bis zum Frühsommer 2020 maximal etwas über 11.000 Neuinfektionen pro Tag gemeldet wurden, waren es während der zweiten Welle im Dezember 2020 teils über 29.000 gemeldete Neuinfektionen am Tag. Von Mitte März bis Anfang Juni 2021 stabilisierte sich die Zahl bei 8.000 bis 9.000 Fällen pro Tag, danach kam es erneut zu einem starken Anstieg, der insbesondere der Ausbreitung der Delta-Variante zugeschrieben wurde. Hotspots dieser dritten Welle waren die beiden größten Städte des Landes, Moskau und St. Petersburg. Die Zahl der täglichen Covid-19-Toten überschritt Ende Juni erstmals den bisherigen Höchstwert und wurde mit 652 angegeben. Sie stieg auch in den folgenden Wochen weiter an und lag am 11. Juli 2021 bei 749 Todesfällen. Dennoch war Russland eines der Gastgeberländer der Fußball-Europameisterschaft 2021 im Juni und Juli des Jahres. Sieben Länderspiele wurden hier mit internationalem Publikum ausgetragen und die Ausbreitung von Covid-19-Neuinfektionen auch in anderen Ländern (etwa Finnland) zum Teil darauf zurückgeführt. Die Regierung hat dennoch erklärt, keinen neuen Lockdown verhängen zu wollen.
Im Juni 2021 wurde Russland von Deutschland zum Virusvariantengebiet erklärt, da sich die Delta-Variante zu stark ausgebreitet habe. Folge davon ist u. a. die zweiwöchige Quarantänepflicht bei der Rückkehr aus dem Land sowie die massive Einschränkung der Einreise von Russland nach Deutschland. Anfang Februar 2021 war der viermillionste Covid-19-Fall gemeldet worden, Ende Mai 2021 der fünfmillionste und Ende Juli der sechsmillionste. Die Zahl der täglichen Neuinfektionen überstieg seit Anfang Juli 2021 erneut jeden Tag 20.000 Fälle, woran sich erst Mitte August 2021 wieder etwas änderte. Die Zahl der täglichen Toten stieg während dieser dritten Welle weiter an und erreichte Mitte August 2021 neue Höchststände, die oberhalb von 800 Toten pro Tag lagen. Der Spitzenwert am 14. August 2021 betrug 819. Ein Einlenken erfolgte auch weiterhin nicht. Teils entschied man sich im Gegenteil sogar für Lockerungen. So blieben in Moskau Theater, Kinos und andere Freizeiteinrichtungen geöffnet. Zudem wurde die Homeoffice-Quote von 30 Prozent wieder abgeschafft.
Nach längerer Zeit auf diesem hohen Niveau kam es ab Mitte September 2021 zu einem weiteren Anstieg, so dass Mitte Oktober erstmals über 1.000 Tote an einem Tag gemeldet wurden. Auf diesem hohen Niveau blieben sie bis zum 24. Dezember 2021, wobei am 26. Oktober erstmals über 1100 Tote und am 9. November erstmals über 1200 Tote am Tag registriert wurden. Ein Demograph schrieb Ende Oktober 2021, die Übersterblichkeit in einer Woche zuvor hätte bei 3750 Personen pro Tag gelegen, weit über den offiziellen Zahlen von 1159 gemeldeten Toten für zum Beispiel den 28. Oktober. Auch die Zahl der Neuinfektionen stieg seit Anfang September wieder an und überquerte Mitte September erneut die Marke von 20.000 Fällen am Tag. Seit Mitte Oktober waren es jeden Tag mehr als 30.000 Neuinfektionen, am 28. Oktober erstmals über 40.000. Gegenmaßnahmen wie ein Lockdown waren nicht vorgesehen. Verglichen mit dem Vorjahr lagen die Infektionszahlen auf Wochenbasis dreimal so hoch. Die Pflicht zum Tragen eines Mund-/Nasenschutzes in Einkaufszentren wurde in Moskau teilweise von städtischen Sicherheitsbeamten überwacht. Die Zahlen stiegen immer schneller an und so wurde der siebenmillionste Infektionsfall am 5. September, der achtmillionste am 18. Oktober und der neunmillionste am 13. November 2021 gemeldet. Nach neun weiteren Malen mit mehr als 40.000 Fällen pro Tag begann die Zahl der täglichen Neuinfektionen Mitte November allmählich zu sinken. Die 10-Millionen-Grenze wurde dennoch bereits am 12. Dezember 2021 überschritten. Am selben Tag wurden erstmals wieder weniger als 30.000 Neuinfektionen registriert.
Als erste größere Gegenmaßnahme wurde eine arbeitsfreie Woche für den Zeitraum vom 30. Oktober bis zum 7. November verkündet, in der die Arbeitnehmer zuhause bleiben und dennoch ihren Lohn erhalten sollten. Den einzelnen Regionen wurde allerdings die Möglichkeit einer Anpassung der Maßnahme eingeräumt. Zudem wurde befürchtet, dass viele dies für Urlaubsausflüge in den Süden nutzen würden, was auch ansteigende Flugbuchungen andeuteten. Derweil meldeten 27 der 90 Regionen Russlands eine Bettenauslastung von über 90 Prozent. Die stellvertretende Ministerpräsidentin Tatjana Golikowa verkündete zudem am 12. November 2021, dass ab 1. Februar 2022 in Zügen und Flugzeugen nur noch Geimpfte und Genesene Zutritt erhalten sollen (2G-Regel). Bereits seit 28. Oktober 2021 hatte Moskau für Einkaufszentren, Kinos und Fitnessclubs die Schließung angeordnet. Museen und Theatern wurde der Betrieb mit begrenzten Zuschauerzahlen genehmigt, Schulen und Kindergärten wurden ebenfalls eingeschränkt. Zudem waren Restaurants, Bars und Clubs seit Ende Oktober verpflichtet, zwischen 23 und 6 Uhr zu schließen. Im Bundesfernsehen wurde die Impf-Kampagne im November 2021 radikal geändert, ein neuer Slogan lautete nun „Im Leichenschauhaus kann man seine Meinung nicht ändern“. Trotzdem übertraf der November mit mindestens 87.400 Todesfällen im Zusammenhang mit Covid-19 den Vormonat deutlich, in dem mit 75.500 Todesfällen ein neuer Rekordwert aufgestellt worden war. Bereits zu diesem Zeitpunkt waren 945.000 Menschen mehr gestorben als normalerweise.
Die angedachte Zertifikatspflicht (per QR-Code) wurde von größeren Teilen der Bevölkerung abgelehnt und so sah man sich einen Monat nach der Verkündung gezwungen, die für Februar 2022 angekündigte 2G-Regel für Flugzeuge und Züge zurückzunehmen. Bessere Chancen sah man für eine 2G-Regel in Kirchen, öffentlichen Gebäuden und Geschäften. Am 31. Dezember 2021 gedachte Staatspräsident Wladimir Putin in seiner Neujahrsansprache der mehr als 300.000 Toten der Pandemie. Zugleich wurde erneut eine große Diskrepanz zwischen den offiziellen Zahlen des Staates und denen der Statistikbehörde kritisiert (siehe Abschnitt Zuverlässigkeit der Statistiken). Trotz der hohen Infektions- und Sterbezahlen gab es nur zögerliche Eingriffe. So wurde für den weihnachtlichen Reiseverkehr lediglich empfohlen, auf diesen zu verzichten. Seit dem 24. Dezember 2021 lag die Zahl der täglichen Todesfälle zwischen 900 und 1000. Kurz zuvor wurden erste Fälle der SARS-CoV-2-Variante Omikron bei Reiserückkehrern festgestellt, weshalb man gegen neun afrikanischen Ländern Einreiseverbote aussprach.
Seit Dezember 2021 müssen sich Ausländer mit längeren Aufenthaltszeiten regelmäßig auf Covid-19 und andere Infektionskrankheiten testen lassen. Für das Jahr 2021 wurde Ende Januar 2022 bekanntgegeben, dass 14 Prozent mehr Menschen starben als im Vorjahr. Die Gesamtbevölkerung nahm um 693.000 Menschen ab, der natürliche Bevölkerungsrückgang wurde mit 1,04 Millionen Menschen angegeben. Übertroffen wurde damit jeweils ein 20 Jahre alter Höchstwert. Anfang Februar 2022 wurden die Quarantäneregeln angepasst, so dass Kontaktpersonen von Infizierten nicht mehr in Quarantäne mussten.
Laut einem Bericht des Gesundheitsministeriums von 2021 wurden bis dato in 2.450 Krankenhäusern COVID-Patienten behandelt. 40 wurden als temporäre Krankenhäuser für diesen Zweck aufgebaut. Rund 40.000 Infektionsbetten und 235.000 umgewidmente Betten anderer Fachrichtungen wurden im Lauf der Pandemie mobilisiert um COVID-Patienten zu behandeln. Dabei wurden auch Ärzte anderer Fachspezialisierung nach einem kurzen Training für die Versorgung der Patienten herangezogen.

#### 2022
Bis Mitte Januar 2022 sank die Zahl der täglichen Neuinfektionen auf 15.000, danach stieg sie massiv an und lag Mitte Februar beim mehr als zehnfachen Wert. Am 11. Februar wurde mit 202.211 Neuinfektionen ein neuer Höchstwert erreicht. Da diese Infektionen zunehmend auf die Omikron-Variante zurückgeführt wurden, wurde die Quarantäne-Pflicht von 14 auf 7 Tage verkürzt. Die Home-Office-Pflichtquote von 30 Prozent wurde bis Anfang April 2022 verlängert. Die Zahl der täglichen Todesfälle ging im Januar zurück und betrug am 31. Januar 612, ein Wert der zuletzt im Juni gemeldet worden war, stieg im Februar aber wieder täglich an. Auch die Zahl der täglichen Hospitalisierungen war im Januar rückläufig. Die täglichen Krankschreibungen wurden Mitte Februar 2022 auf 600.000 geschätzt.

### Zuverlässigkeit der Statistiken
Die Glaubwürdigkeit der im Vergleich zu anderen Ländern außergewöhnlich niedrigen Zahl an Todesfällen in den offiziellen russischen Statistiken war schon 2020 Gegenstand der Diskussion. Im Gegensatz zu vielen anderen Staaten werden in Russland Verstorbene nur dann als COVID-19-Tote gezählt, wenn durch eine Autopsie nachgewiesen wurde, dass COVID-19 Ursache für den Tod war. Daten aus manchen Großstädten zeigen hingegen eine deutliche Übersterblichkeit an. Beispielsweise starben in Sankt Petersburg im Mai 2020 6.427 Menschen. Das sind rund 1.400 Todesfälle mehr als im Mai im Durchschnitt des vergangenen Jahrzehnts auftraten; die Zahl ist ebenfalls höher als in jedem einzelnen Mai des vergangenen Jahrzehnts. Gleichzeitig weisen die Todesstatistiken viele Fälle von Lungenentzündung als Todesursache auf, von denen viele wahrscheinlich auf COVID-19 zurückzuführen sind. Beispielsweise gab es in Sankt Petersburg bis Mitte Mai nur 63 offizielle Todesfälle durch COVID-19, dafür aber 694 Menschen, die an Lungenentzündung gestorben waren. Russland bestreitet Vorwürfe der Manipulation deutlich.
Insbesondere die Vorwürfe seitens Financial Times und The New York Times erregten die Aufmerksamkeit der russischen Behörden. Die beiden internationalen Zeitungen hatten dabei die Sterblichkeit mit dem Vorjahresmonat verglichen und kamen auf Werte, die zwischen 60 und 70 Prozent höher lagen als die offiziellen Zahlen. Nach Angaben der russischen Behörden wird bei jedem COVID-19 Verdacht obduziert und entschieden, ob der Tod aufgrund des Virus oder wegen anderer Krankheiten eingetreten ist. Aber auch wenn die Übersterblichkeit in Bezug auf den Vorjahresmonat berücksichtigt wird, ist die Corona-Sterblichkeit in Russland eindeutig niedriger als in ähnlich schwer betroffenen Ländern. Eine vergleichende Analyse der Melde- und Übersterblichkeitsdaten kommt zu dem Schluss, dass im Gegensatz zu anderen Ländern die Übersterblichkeit negativ mit den gemeldeten COVID-Fällen vergesellschaftet ist. Die Studie führt dies auf eine Untererfassung der Fallzahlen zurück.
Auch in der zweiten Welle fanden Analysten in den angegebenen Zahlen Auffälligkeiten, die auf eine Schönung der gemeldeten Ansteckungen in vielen Regionen des Landes hin wiesen. Betreffend der Schwere der Pandemie betrugen die Zahlen in den zuverlässig erscheinenden Regionen rund das Sechsfache der ersten Welle.
Am 29. Dezember 2020 erklärte die stellvertretende Premierministerin Tatjana Golikowa, dass etwa 80 % der im Jahr 2020 registrierten Übersterblichkeit in Russland auf die COVID-19-Pandemie zurückzuführen sei. Die Statistikbehörde Rosstat hatte diese Übersterblichkeit mit insgesamt 229.700 Fällen angegeben. Demzufolge läge die Zahl der COVID-19-Toten in Russland im Jahr 2020 bei etwa 186.000, womit das Land weltweit an dritter Stelle stände – nach den Vereinigten Staaten und Brasilien. Nach Regierungsangaben gab es bis Ende 2020 insgesamt 55.827 COVID-19-Tote in Russland. Die Differenz zwischen den Regierungsangaben und den Zahlen von Rosstat wurde damit erklärt, dass die Regierungsstatistik nur die Fälle zähle, wo COVID-19 als Haupttodesursache angegeben sei. Am 8. Februar 2021 gab Rosstat die Zahl der Covid-19-Toten für das Jahr 2020 offiziell mit 162.429 an, was deutlich über der Angabe der Regierung liegt, nach der es 2020 knapp 60.000 Covid-19-Tote gab. Allein die Todeszahl für Dezember 2020 wurde mit 44.435 mehr als doppelt so hoch angegeben wie zuvor.
Rosstat meldete weiter sehr viel höhere Todeszahlen als die Regierung, etwa für den Zeitraum von April 2020 bis September 2021 462.000 statt der offiziellen knapp 253.000 Toten. Die Übersterblichkeit lag hingegen noch viel höher und wurde im Herbst 2021 vom Statistiker Aleksei Rakscha mit knapp 800.000 angegeben. Für Ende Oktober errechnete er 830.000, Mitte Dezember 2021 betrug sie 1,023 Millionen Tote, wie aufgrund von Aussagen der stellvertretenden Ministerpräsidentin Tatjana Golikowa berechnet wurden. Rosstat zählte bis Ende Oktober 530.000 Covid-19-Tote. Am 31. Dezember 2021 wurde erneut auf enorme Abweichungen in den Zählungen der Toten hingewiesen. Offiziell waren in diesem Monat täglich über 1000 Menschen und in der Summe ca. 37.000 Menschen gestorben. Die russische Statistikbehörde registrierte hingegen 87.527 Covid-19-Tote, darunter 71.187 mit bestätigter Todesursache. Insgesamt zählt Rosstat zu diesem Zeitpunkt fast 600.000 Covid-19-Tote, die Regierung hingegen 308.000 Covid-19-Tote. Der große Unterschied von 50.000 Toten in einem Monat wird damit begründet, dass die Regierung nur Fälle zähle, bei denen Covid-19 die Hauptursache des Todes gewesen sei. Allerdings unterscheidet auch Rosstat auf diese Weise.

## Propaganda-Bumerang
Die Zweigleisigkeit der russischen Propaganda im Ausland und Inland führte zu einem Bumerang; zunächst hatte die Inland-Propaganda die ‚schlechten‘ ausländischen Impfungen verunglimpft, was jedoch auch dem Vertrauen der Bürger in den eigenen Impfstoff nicht gerade zuträglich war, sowie die Gefährlichkeit des Virus an sich herunter gespielt, was sich in der tiefen Impfquote ausdrückte, beides zusätzlich zum generellen Misstrauen gegenüber jeglichen Institutionen, welche die russischen Bürger anlügen; so gesehen verhielten sich die Russen mit ihrem Misstrauen gegen die Impfung konsequent. Fast zwei Drittel wollten sich im Frühjahr 2021 nicht impfen lassen und ebenso viele glaubten, es handle sich beim Virus um eine biologische Waffe. Zudem wurde die russische Propaganda für das Ausland zu einem Hauptträger von Verschwörungstheorien und Falschinformationen zur COVID-19-Pandemie, diese wurde aber prompt auch im Inland zu einer Quelle von Informationen für Impfgegner herangezogen. Alle diese Verdrehungen führten wiederum zu einer neuen Verschwörungstheorie: Der Westen sei es nun, welcher den Impfskeptizismus fördere und organisiere, um so die Russen zu dezimieren.
Nach jahrelanger Propagierung der ‚gesunden russischen Art‘ gegen das ‚kranke und obskure Ausländische‘ geriet der Versuch einer Einführung eines QR-Codes im November 2021 zu einer in einem Überwachungsstaat hochemotionalen Auseinandersetzung; die Befürworter der Maßnahme schienen eine absolute Minderheit. „Propaganda, die die rationale Weltordnung leugnet, muss nun die Bürger davon überzeugen, staatliche Maßnahmen zur Bekämpfung des Coronavirus zu ergreifen“, schrieb Kirill Martinow.

## Statistik
Die Zahl der registrierten Fälle entwickelte sich wie folgt:

### Infektionen und Genesene

Bestätigte Infizierte nach Daten der WHO. Oben kumuliert, unten Tageswerte

### Todesfälle

Bestätigte Todesfälle nach Daten der WHO. Oben kumuliert, unten Tageswerte

### Anzahl durchgeführter Tests vom 5. März bis 26. Dezember 2020
Anzahl durchgeführter Tests (täglich) in Russland

Die Zahl der durchgeführten Testungen auf das neuartige Coronavirus in Russland belief sich bis zum 15. April 2020 auf 1.500.000.
Bis zum 20. April überschritt diese Zahl 2.000.000 (zweiter Platz in der Welt nach den USA mit rund 3.800.000 Testungen bis zum 20. April). Bei der intensiven Durchführung der Tests zeigten per Test-Zeitpunkt um den 3. Mai nur rund 50 Prozent der gut 10.000 positiv Getesteten Symptome der Krankheit.

#### Impfungen 2020
Am 1. August 2020 wurde durch den Gesundheitsminister Michail Muraschko bekanntgegeben, dass der vom staatlichen Gamaleja-Institut für Epidemiologie und Mikrobiologie in Moskau seit Mai 2020 entwickelte COVID-19-Impfstoff mit seiner Prüfung fertig sei und keinerlei negative Nebenwirkungen habe. Die Impfung der russischen Bevölkerung solle demnach Anfang Oktober 2020 beginnen. Da Details nicht publiziert wurden, konnte eine unabhängige Bewertung zunächst nicht erfolgen. Zudem verkündete Muraschko, dass ein zweiter Impfstoff gegen das Virus SARS-CoV-2 klinisch getestet würde. Bis Mitte Dezember 2020 wurden 150.000 Menschen mit Sputnik V geimpft.
Kündigte Putin noch am 2. Dezember 2020 Massenimpfungen mit dem Mitte August zugelassenem eigenem Impfstoff Sputnik V an, so schlief die Impfkampagne in den darauffolgenden Monaten ein. Daran änderten auch Meldungen in westlichen Medien nichts, die aufgrund der schleppend vorangehenden Impfkampagne in der EU im Februar, März und April 2021 schon von einem „Impftourismus“ nach Moskau sprachen. Kurz darauf, Ende April 2021, wurde bekannt, dass Sergei Sobjanin, Bürgermeister von Moskau, jedem Impfwilligen, der über 60 Jahre alt ist, einen digitalen 1000-Rubel-Gesundheitsgutschein (11 Euro) zusagte.
Die Zeit schrieb dazu im Mai 2021: „Seit vergangenen August in Russland der erste Impfstoff Sputnik V registriert wurde, fragt das private Levada-Institut regelmäßig nach der Bereitschaft im Land, sich immunisieren zu lassen. Demnach erreicht die Anzahl jener, die sich nicht mit Sputnik V impfen lassen würden, aktuell mit 62 Prozent den höchsten Wert. Zehn Prozent sagen, dass sie die Impfung bereits hinter sich haben, was sich in etwa mit den offiziellen Meldungen zu den bereits verabreichten Impfdosen deckt. Die Zahl jener, die sich aktuell noch impfen lassen wollen, ist im Vergleich zum Dezember 2020 von knapp 40 Prozent auf 26 Prozent gesunken“. Als einen Grund wird der mangelnde Druck der Regierung genannt, die bis zu den Duma-Wahlen im Herbst den Ball flach halten will: „Dass die Zahlen zuletzt rückläufig waren und das Gesundheitssystem nicht mehr wie vergangenen Winter vor einem Kollaps steht, liegt auch daran, dass ein großer Anteil der Bevölkerung eine Infektion bereits hinter sich hat. Laut einer Studie des Petersburger Pasteur-Instituts für Mikrobiologie und Epidemiologie haben im April bereits 50 Prozent der knapp sechs Millionen Einwohnerinnen der Stadt Antikörper nach einer Infektion gebildet. In Moskau lag dieser Anteil laut einer Untersuchung der Gesundheitsbehörde Rospotrebnadzor bei mindestens 40 Prozent.“

#### Impfungen 2021
Landesweit lag die Impfquote im Juli 2021 erst bei 17 Prozent, wobei es in Moskau 24 Prozent waren. Die mangelnde Impfbereitschaft trotz mittlerweile drei verschiedenen zugelassenen Impfstoffen (Sputnik V, EpiVacCorona, CoviVac) wurde zunehmend zum Problem, so dass drastischere Maßnahmen wie Zwangsimpfungen in Betracht gezogen wurden. In einigen Branchen wie der Gastronomie, dem Bildungswesen oder einigen Dienstleistungsbranchen wurde die unbezahlte Freistellung angedroht, wodurch vielen Arbeitnehmern, darunter auch den Beamten im Staatsdienst, nur eine Impfung als Option blieb. Betrieben wurde die Vorgabe gemacht, dass 60 Prozent der Belegschaft geimpft sein müssen, Restaurants und Cafés durften nur noch von Geimpften, Genesenen und negativ Getesteten aufgesucht werden. Zudem wurden am Außenministerium in Moskau Plakate mit der Aufschrift „Wie viele müssen noch sterben, bevor Du Dich impfen lässt?“ aufgehängt. Der Metropolit Hilarion Alfejew bezeichnete es im Staatsfernsehen als Sünde, sich nicht impfen zu lassen. Auch Präsident Wladimir Putin rief in der Sendung „Der direkte Draht“ und Reden wiederholt zur Impfung auf. Dennoch ergaben Umfragen, dass mehr als 50 Prozent der Bevölkerung sich nicht impfen lassen wollten, was auf eine Vielzahl von Verschwörungstheorien und Mutmaßungen, aber auch Sorglosigkeit zurückgeführt wird.
Bis Mitte August 2021 ließen sich 27,2 Prozent der Bevölkerung einmal impfen, eine – für den vollen Impfschutz notwendige – zweite Impfung erhielten bis dahin 19,9 Prozent, wohingegen diese Werte in vielen anderen Staaten Europas und Asiens bei deutlich über 50 Prozent lagen. Auch weiterhin waren in Russland ausschließlich russische Impfstoffe zugelassen. Der erneute Anstieg der täglichen Neuinfektionen und Todesfälle sowie die Einführung eines fünften russischen Impfstoffes (neben Sputnik light, einer nur einmal zu verimpfenden Variante, nun auch Aurora vom selben Hersteller wie EpiVacCorona) resultierte in keinem wesentlichen Anstieg bei den Impfungen. Als Impfanreiz wurde in Moskau die Verlosung von Wohnungen angedacht. Impfstoffe aus den USA oder Europa waren auch Mitte Oktober 2021 nicht zugelassen. Zuvor wurden dort bereits Autos verlost und jedem über 65 Jahre alten Moskauer 10.000 Rubel für die Zweitimpfung zugesagt. Die Impfquote betrug zu diesem Zeitpunkt 32 Prozent. Ende Oktober wurde als zusätzlicher Impfanreiz beschlossen, dass Arbeitnehmern nach der Impfung zwei freie Tage zustehen. Mitte November 2021 waren 40 Prozent bei den Erstimpfungen noch immer nicht erreicht worden. Teilweise wurde Misstrauen gegenüber den fünf russischen Impfstoffen als Grund angegeben. Mitte Dezember 2021 lag die Impfquote bei 42 Prozent.

#### Impfungen 2022
Die gegenseitige Anerkennung von Impfzertifikaten mit der Europäischen Union war auch Mitte Januar 2022 noch nicht erreicht, weshalb nach neuen Wegen, etwa der Anerkennung eines Antikörpernachweises, gesucht wurde. Diese wurde zum 21. Februar 2021 eingeführt. Australien entschied sich hingegen zur Anerkennung von russischen Impfungen. Bis Mitte Februar 2022 erhielten knapp 50 Prozent der Bevölkerung die zweifache Impfung, hingegen nur zirka 10 Prozent die Auffrischungsimpfung.

#### Export von Impfstoffen
Da die Lieferlage sich in Südosteuropa im Frühjahr 2021 zuspitze, setzten einige Länder – etwa EU-Mitglied Ungarn oder Serbien, welches wiederum Bewohnern der Nachbarländer Zugang verschaffte – auf den russischen Impfstoff Sputnik V. In der Slowakei entschied man sich trotz großer Skepsis zu diesem Schritt. Dort führte die Bestellung zu einer Regierungskrise und zum Rücktritt von Ministerpräsident Igor Matovič. Der Impfstoff wurde nicht freigegeben. Auch in Deutschland sprachen sich mehrfach Ministerpräsidenten für den Einsatz von Sputnik V aus (etwa für Bayern Markus Söder oder für Sachsen-Anhalt Reiner Haseloff). Der Impfstoff wurde in mehr als 50 Ländern weltweit zugelassen. Im Laufe des Jahres 2021 exportierte Russland 93 Millionen seiner 233 Millionen produzierten Impfdosen und galt als einer der fünf größten Impfstoffproduzenten weltweit. In der Europäischen Union war auch Mitte Januar 2022 noch kein russischer Impfstoff zugelassen. Im Februar 2022 ließ Indien als mittlerweile 30. Land den russischen Einmal-Impfstoff Sputnik Light zu. Bayern verwarf Mitte Februar 2022 den Ankauf sowie die Produktion von Sputnik V, nachdem Russland in der Ukraine einmarschierte.

#### Lage in russischen Regionen
National und international wurde beobachtet, dass die ansonsten strikte Machtvertikale in Russland außer Kraft gesetzt wurde; nicht Präsident Putin übernahm die Führung, sondern er delegierte die Entscheidungen an die Gouverneure, die kaum über Mittel und Vollmachten verfügten; drei Gouverneure traten umgehend zurück. Gouverneure mit einem direkten Draht zum Präsidenten seien auffallend passiv geblieben, die meisten Regionen folgten den Maßnahmen, die der Bürgermeister Moskaus Sergei Sobjanin angeordnet hatte.
In der Republik Tschetschenien verglich der Republikchef Ramsan Kadyrow Corona-Erkrankte mit „Terroristen“. Die Menschen fürchteten sich davor, sich bei den Behörden zu melden, nachdem die Krankheit durch Pilger aus Saudi-Arabien ins Land gekommen war. Als eine Reportage in der Nowaja gaseta daraufhin formulierte, es sei schöner, an Coronavirus zu sterben als durch die Repression des Staates, wurde die Zeitschrift gezwungen, den Artikel zu entfernen. Im Juni 2021 titelte die FAZ: „Ein Jahr nach dem Ende einer strikten Ausgangssperre gelten in Moskau wieder strengere Corona-Maßnahmen. Die Zahl der Neuinfektionen steigt, das Impf-Misstrauen ist groß – und die EM könnte das Geschehen noch befeuern“. Am 28. Juni 2021 meldete die Stadt St. Petersburg den Höchststand bei Corona-Toten innerhalb eines Tages seit Beginn der Pandemie.

#### Reaktionen der Russisch-Orthodoxen Kirche
Der Patriarch der Russisch-Orthodoxen Kirche, Kyrill I., erklärte am 22. März 2020, das Virus helfe den Menschen zu verstehen, dass sich die menschliche Zivilisation in einer großen Krise befinde, „die mit Selbstsicherheit und Stolz“ verbunden sei, was auch im Sinne einer „gerechten Strafe“ ausgelegt werden konnte. Solche und andere Verlautbarungen, wonach „die Infektion gegen Gottes Gnade machtlos“ sei, führten dazu, dass viele Priester sich weigerten, Maßnahmen zum Schutz der Gläubigen zu ergreifen. Die Behörden waren gegenüber der ROK äußerst zurückhaltend, „während für Menschenrechte demonstrierende Einzelpersonen mit Verweis auf die Corona-Regeln festgenommen“ würden, so ein Kommentar. Am Palmsonntag hatten die Menschen die Kirchen noch förmlich „erstürmt“. Zum Osterfest gab es sieben Regionen, in denen es keinerlei Einschränkungen zum Besuch von Gottesdiensten gab, in 44 Regionen gab es Einschränkungen, während die Moskauer Behörden sowie diejenigen in Sankt Petersburg das Betreten der Kirchen verboten. Die Gottesdienste wurden im Internet übertragen. Es ist bekannt, dass der russische Staat und die Kirche in den vergangenen Jahren eine „Symbiose“ (theologisch: Symphonia) eingegangen waren, die in der Corona-Krise hart geprüft wurde.
Am 21. April starb mit dem 48-jährigen Erzpriester Alexander Ageykin, vormals Rektor der Moskauer Epiphanien-Kathedrale zu Jelochowo, erstmals ein hoher Würdenträger; am 25. April starb Protodiakon Jewgeni Trofimow, ein Geistlicher der Kathedrale. Zuvor waren erste Sicherheitsmaßnahmen verordnet worden. Am 11. April hatte das Patriarchat von Moskau und der ganzen Rus für die Region Moskau verfügt, dass Gottesdienste ohne Gemeindemitglieder stattfinden sollen. Am 26. April starb der erste russisch-orthodoxe Bischof, der 54-jährige Weniamin (Koroljow) von Schelesnogorsk und Lgow. Erst diese Todesfälle führten zu einer weiteren Verschärfung der Maßnahmen, die Kyrill I. am 5. Mai verkünden ließ. Die bisher geöffneten Kirchen wurden geschlossen und bei Nichtbeachtung Strafen angedroht. Allein im Dreifaltigkeitskloster von Sergijew Possad sollen 37 Mönche infiziert sein. Anderslautende Berichte sprechen von 52 Infizierten der dort ansässigen Moskauer Theologischen Akademie. Aus Tscheljabinsk wurde ein Dutzend Fälle gemeldet, darunter der Metropolit Grigorij selbst, der am 29. April die Schließung der Kirchen seiner Eparchie verfügt hatte.
Anfang Mai 2020 wurde bekannt, dass die Weihe der neuen Hauptkirche der Streitkräfte Russlands („Kirche des Sieges“) wegen der aktuellen Krise verschoben wird. Das Prestigeobjekt ist die drittgrößte Kathedrale Russlands und sollte anlässlich des 75. Jahrestages des Sieges im Zweiten Weltkrieg über das Deutsche Reich eröffnet werden. Die Weihe wurde am 14. Juni 2020 trotz weiterhin hoher Infektionszahlen (über 7.000 neue Fälle pro Tag) nachgeholt. Die meisten Anwesenden verzichteten auf einen Mund-Nasen-Schutz.
145 russisch-orthodoxe Priester waren in Russland bis Anfang Februar 2021 an Corona gestorben.

### Unterstützende Maßnahmen der russischen  Regierung
Die russische Staatsduma verabschiedete am 22. Mai 2020 das dritte Gesetzespaket zur Unterstützung russischer Unternehmen und Bürger während der Coronavirus-Pandemie. Am 8. Juni 2020 wurde das Paket durch weitere Maßnahmen ergänzt. Sie umfasste folgende Schwerpunkte:
- Kleine und mittlere Unternehmen (KMU) und Einzelunternehmer, die in den am stärksten von Coronavirus betroffenen Branchen tätig sind, sowie einschlägige NGO und religiöse Organisationen wurden von der Zahlung von Steuern und Vorauszahlungen sowie von Sozialversicherungsprämien befreit, die im zweiten Quartal 2020 angefallen sind.
- Die Regierung verlängert den Zeitraum des Aufschubs von Mietzahlungen für Staatseigentum für KMU aus den am stärksten vom Coronavirus betroffenen Branchen bis zum 1. Oktober 2020. Zugleich können Schulden innerhalb von zwei Jahren zurückgezahlt werden – vom 1. Januar 2021 bis zum 1. Januar 2023.
- Die betroffenen kleinen und mittleren Unternehmen können ihre Mietverträge vorzeitig ohne Vertragsstrafe kündigen.
- Kleine und mittlere Unternehmen, die verbrauchssteuerpflichtige Waren verkaufen, einschließlich Catering- und Hotelunternehmen mit einer Lizenz für den Alkoholverkauf, können finanzielle Unterstützung aus dem Staatshaushalt erhalten.
- Die Beträge der abgeschriebenen Raten für Kredite, die Einzelunternehmer oder Unternehmen im laufenden Jahr zur Aufrechterhaltung der Beschäftigung aufgenommen haben, und die darauf aufgelaufenen Zinsen werden nicht als Einkommen bei der Steuer betrachtet.
- Von der Einkommensteuer (ESt) befreit wird Einkommen in Form einer Barzahlung mit Anreizcharakter für die Ausführung besonders wichtiger Arbeiten, für besondere Arbeitsbedingungen und für die zusätzliche Belastung von Personen, die an der Identifizierung, Verhütung und Beseitigung der Folgen der neuen Coronavirus-Infektion beteiligt sind, und Bürger, einschließlich Ärzten und Sozialarbeitern, die soziale Dienste anbieten.
- Einzelunternehmer (Selbständige), die nach dem 1. März 2020 gezwungen waren, ihre Tätigkeit einzustellen, erhalten von Juni bis August 2020 Arbeitslosengeld in Höhe von maximal 12.130 Rubel. (ergänzt von der russischen Regierung am 8. Juni 2020)
- Einzelunternehmer (Selbstständige) erhalten für das Jahr 2019 eine Rückerstattung ihrer Einkommensteuer.

Ende Oktober 2021 wurden wieder „arbeitsfreie Tage“ zur Bremsung der Ausbreitung angesetzt. Die vom Staat angeordnete obligatorische Lohnfortzahlung nahmen wohl viele Angestellte nicht in Anspruch, da ihnen ein Einkommensverlust weniger wichtig war als ein möglicher Verlust der Stelle.

### Private Initiativen und Spenden
Der Ausbruch der COVID-19-Pandemie löste eine breite Welle der Hilfsbereitschaft in Russland aus. Bereits am 21. März 2020 startete eine große Spendenaktion #WirZusammen (#Мы вместе) – eine großformatige Initiative der Internetplattform DOBRO.RU, und der Dachorganisation der russischen Freiwilligen-Verbände, die bis zum 15. April 2020 1,1 Mrd. Rubel einsammelte, um alten und bedürftigen Menschen  zu helfen. Mehrere große Unternehmen in Russland, wie Yandex, AFK System, Mail.ru Group haben für den Kampf gegen COVID-19 große Beiträge angekündigt und gespendet.
Im Mai 2020 bezeichnete die englische Tageszeitung „The Sunday Times“ den russischen Unternehmer und Mäzen Alischer Usmanov als größten Stifter unter den Teilnehmern des Rich-List-Rankings zur Bekämpfung von COVID-19 neben Jack Dorsey und Bill Gates. So beliefen sich die Spenden des Milliardärs für diese Zwecke allein in Russland auf 126 Millionen US-Dollar und in Usbekistan auf 25 Millionen US-Dollar. Die Mittel fanden Verwendung für den Kauf persönlicher Schutzausrüstung für Ärzte und Freiwillige sowie zur finanziellen Unterstützung des medizinischen Personals.

### Internationale Zusammenarbeit
Am 8. Februar 2020, als es in China einen Mangel an Mitteln der Virusbekämpfung gab, startete eine Iljuschin Il-76 mit 23 Tonnen Fracht (darunter 2 Mio. Atemschutzmasken, Schutzanzüge, Medikamente und Testsysteme) nach China. Im März 2020 entsandte Russland sowohl medizinisches Personal als auch Ausrüstung nach Italien und kündigte Lieferungen für Serbien an. Bis zum 4. April starteten elf Il-76-Flugzeuge mit Hilfsgütern nach Serbien. Auch Weißrussland, Nordkorea, Moldawien, Mongolei, Armenien, Kasachstan erhielten Hilfe aus Russland, insbesondere Testsysteme, um das Virus zu erkennen.
Am 1. April landete eine russische Militärmaschine An-124 mit medizinischer Ausrüstung und Schutzmasken für die Pandemie in den USA in New York, nachdem Russlands Präsident Putin und US-Präsident Donald Trump telefoniert hatten. Unter der medizinischen Ausrüstung befanden sich auch Beatmungsgeräte des russischen Unternehmens KRET, das zum Staatskonzern Rostec gehört und mit dem Geschäfte einzugehen US-amerikanischen Unternehmen aufgrund verhängter Sanktionen verboten war. Die Hälfte der Lieferung wurde von Russland bezahlt, die andere Hälfte von den USA.
Ein Flugzeug aus Usbekistan brachte Mitte April fünf Millionen Schutzmasken nach Moskau. Aus China waren schon Anfang April 26 Tonnen Material angekommen.

## Galerie

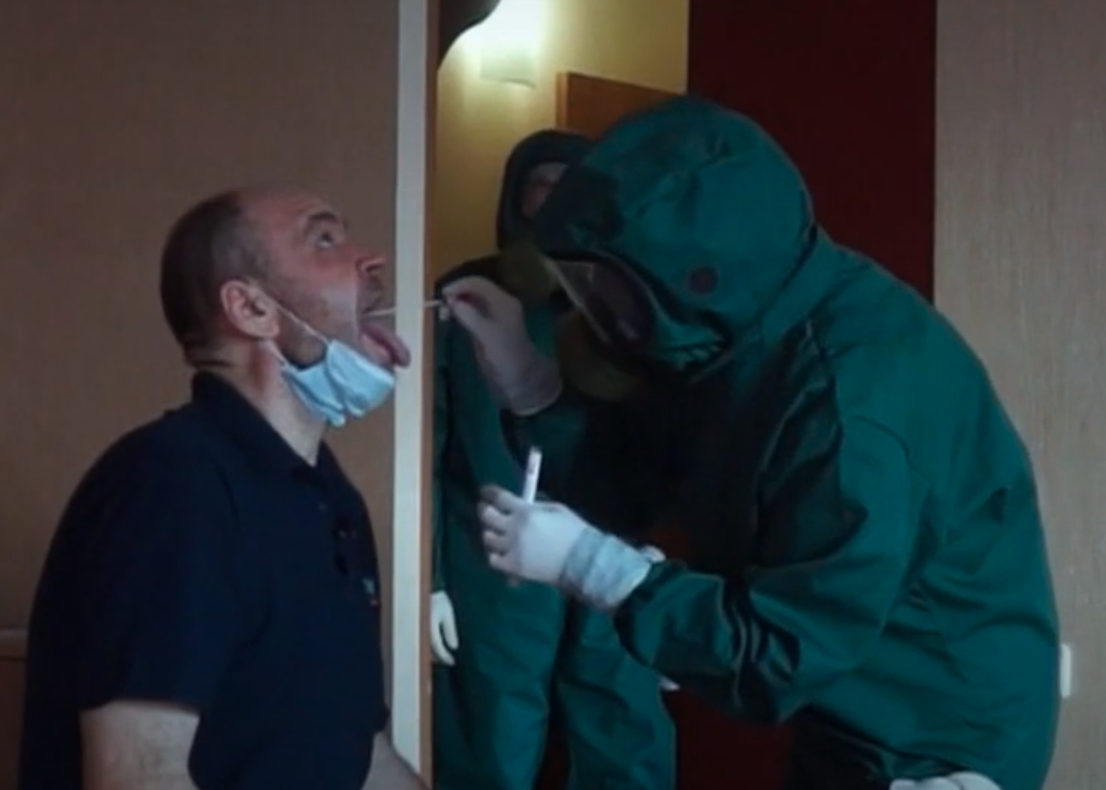
COVID-19-Test bei einem Verdachtsfall in Russland
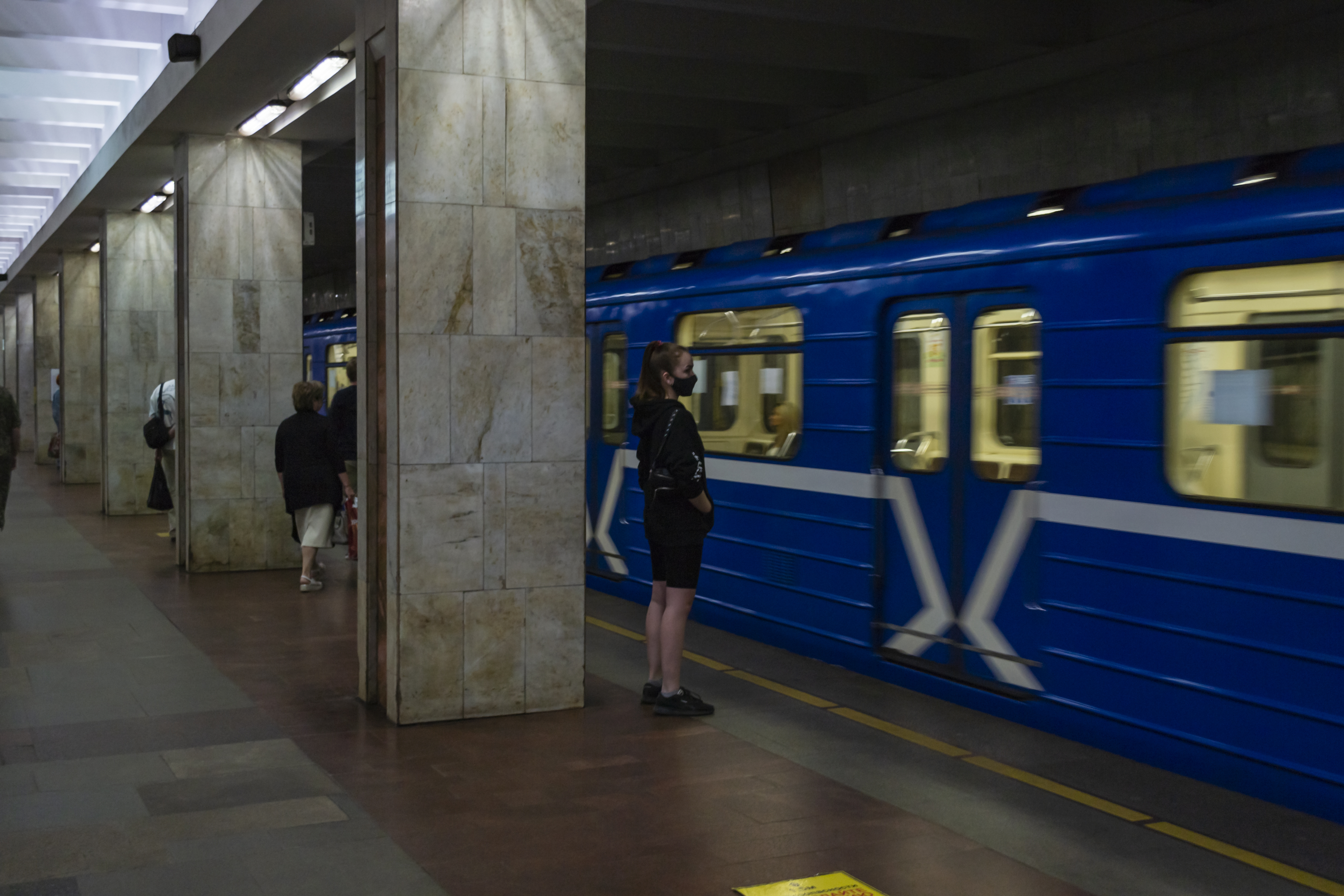
Verwendung von Gesichtsmasken in der U-Bahn von Nischni Nowgorod. Metrostation Proletarskaja.
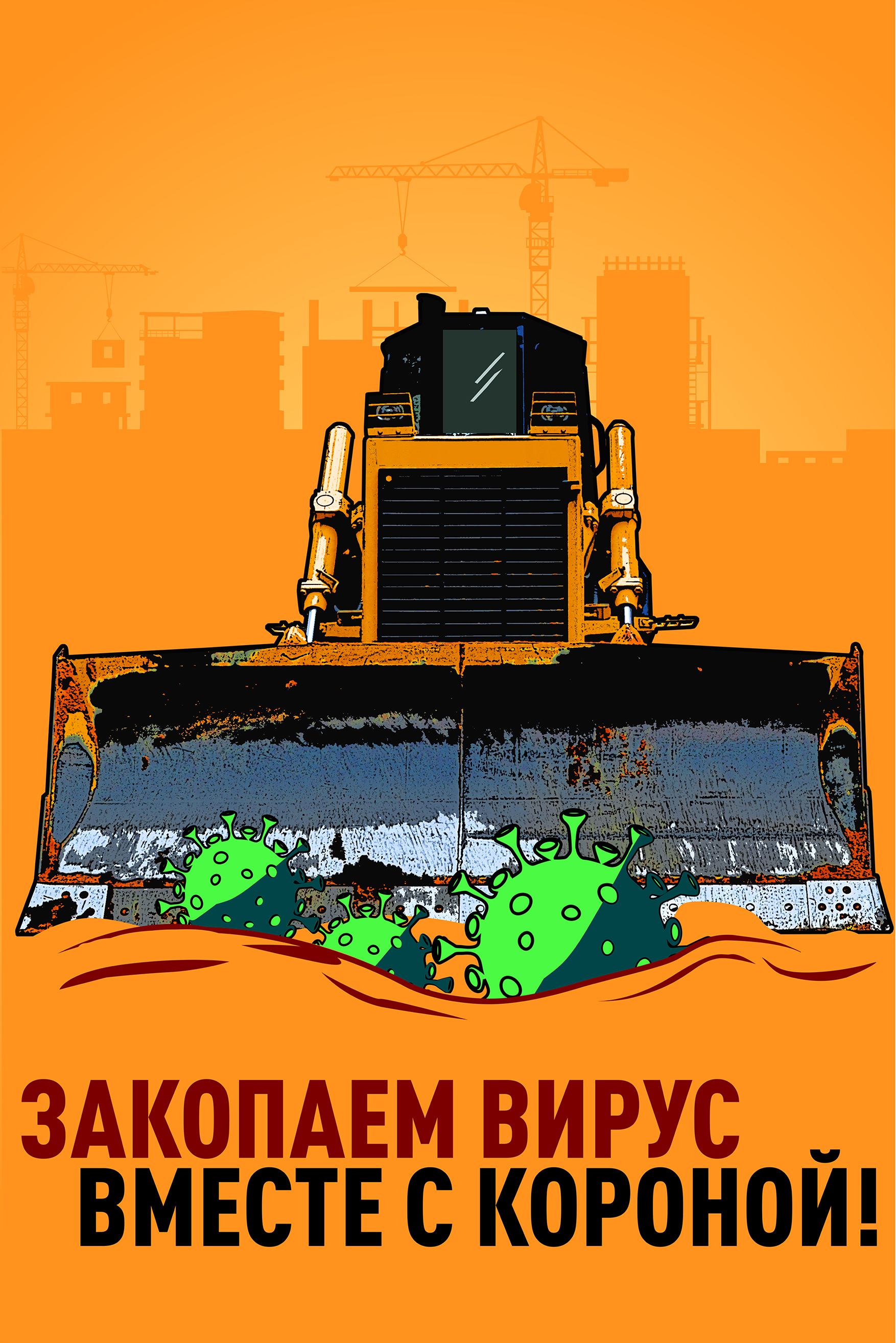
Ein Plakat mit dem Aufruf „Begraben wir das Virus mit der Krone!“, um örtliche Bauarbeiter zu motivieren
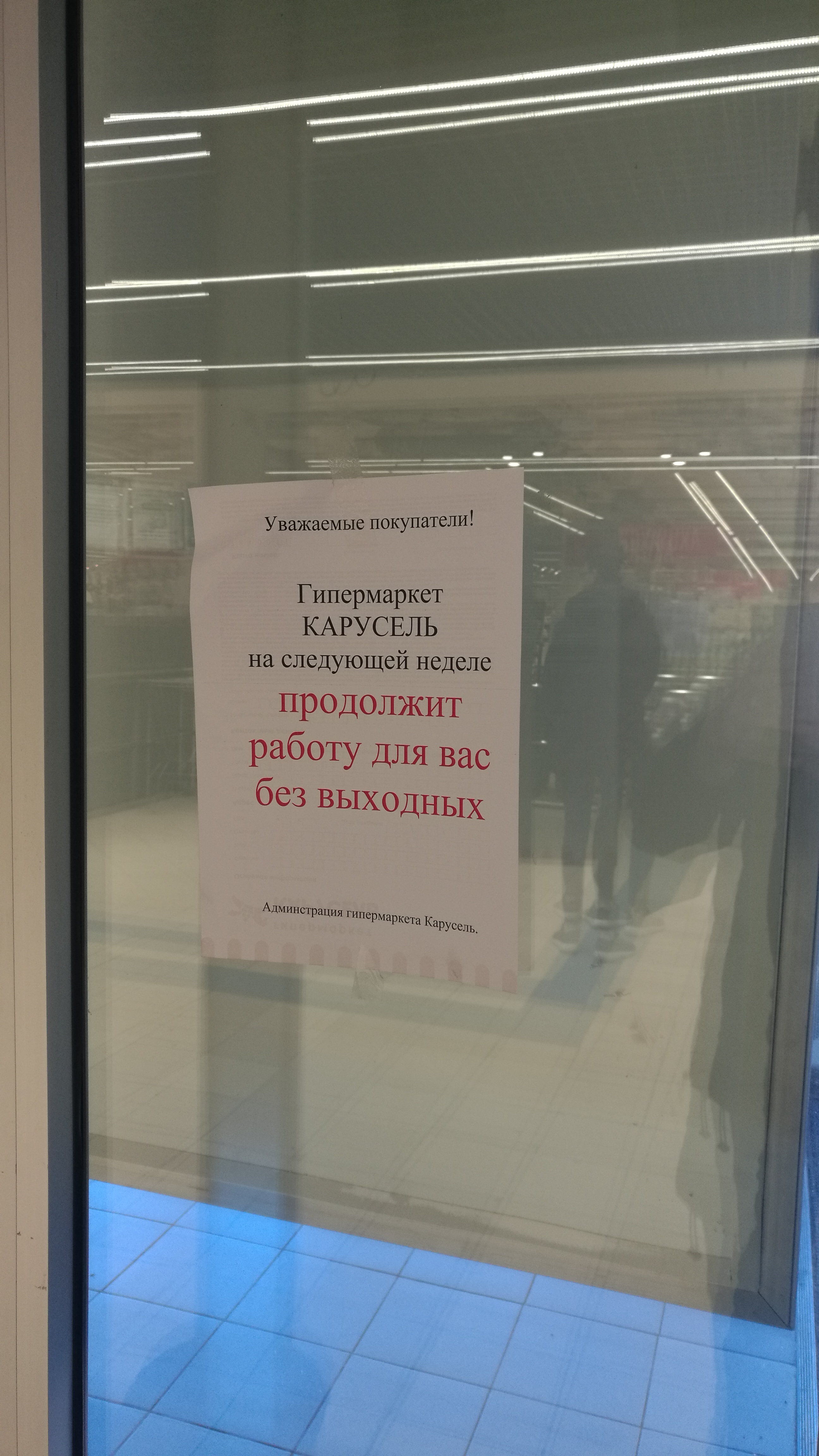
Hinweisschild in einem russischen Geschäft
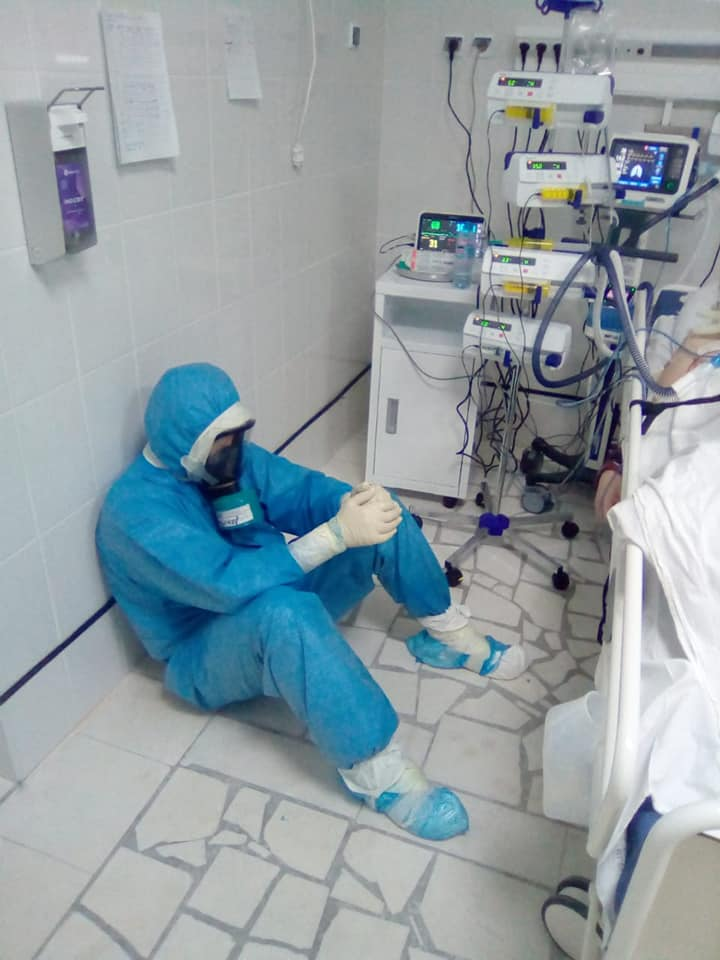
Medizinisches Personal am Bett eines COVID-19-Patienten in Ufa im April 2020

## Kritik und Kontroversen
Die geringe Zahl der von Russland gemeldeten Infektionen wurde Ende März 2020 von ausländischen Medien vor allem aufgrund der Landesgröße angezweifelt, unabhängig davon, dass Beamte vor Ort selbst angaben, dass die tatsächlichen Infektionsfälle wohl nicht vollständig gemeldet wurden. Eine regierungskritische Ärztin hatte gesagt, die Spitäler Moskaus seien voller Menschen mit Lungenentzündungen, welche nicht auf Corona getestet worden seien. Sie wurde später von der Polizei festgehalten, weil sie gegen die Ausgangsbestimmungen verstoßen hätte, als sie Schutzausrüstung in ein Regionalspital brachte. In einzelnen Fällen wurde zu Beginn bekannt, dass als Todesursache die Vorerkrankung angegeben worden war, welche im Ausland als Corona-Tote gälte.
Experten kritisierten auch die Maßnahme von Kremlchef Wladimir Putin, der zu Beginn der Virusausbreitung die Bürger einen Monat lang bei laufender Lohnfortzahlung in den Urlaub geschickt hatte. Dies hätte bei der Eindämmung des Virus mehr geschadet als genützt, weil viele Menschen noch verreist wären.
Da aufgrund der Schließung der Grenzen zu vielen anderen europäischen Ländern eine sonst häufiger genutzte Möglichkeit zu Behandlungen im Ausland nicht mehr bestand, versuchte ein Teil der russischen Oberschicht, private medizinische Vorsorge zu betreiben und mit mehr oder weniger Erfolg einzelne Beatmungsgeräte zu kaufen sowie medizinisches Personal zu gewinnen.
Ärzte, die Kritik an den Umständen übten, sind in mindestens drei Fällen zwischen dem 24. April und 2. Mai 2020 kurz danach aus dem Fenster ihres jeweiligen Krankenhauses gestürzt. In einem dieser Fälle wurde die infizierte Leiterin des Ambulanzzentrums in Swjosdny angeschuldigt, für die Verbreitung unter den Kollegen verantwortlich zu sein. Zudem kam es zu weiteren Verhaftungen wegen der Verbreitung von angeblichen Falschmeldungen.